# Рединг (Калифорния)
Вижте пояснителната страница за други значения на Рединг.
Рединг (на английски: Redding) е град, окръжен център на окръг Шаста в щата Калифорния, Съединените американски щати.
Има население от 80 865 жители (2000) и обща площ от 154,4 км² (59,6 мили²). Разположен е край река Сакраменто и Междущатска магистрала 5 на юг от езерото Шаста. Железопътна линия на компания „Амтрак“ преминава през града.

## Известни личности
Родени в Рединг
- Карла Нортън (р. 1954), писателка
- Меган Рапиноу (р. 1985), футболистка
- Кевин Роуз (р. 1977), бизнесмен